# Erasistratos z Keos
Erasistratos z Keos (gr. Ερασίστρατος, ur. 304 p.n.e., zm. 257 p.n.e.) – starożytny lekarz grecki, autor dzieł medycznych, współzałożyciel szkoły medycznej w aleksandryjskim Muzejonie. 

## Postać i działalność
Urodził się w Iulis na wyspie Keos. Był lekarzem seleukidzkiego władcy Seleukosa I Nikatora. Przeciwstawiał się naukom Hipokratesa, nie uznawał upuszczania krwi, natomiast za główną przyczynę chorób uznawał nieodpowiednie odżywianie, dlatego jako sposób leczenia zalecał przede wszystkim odpowiednią dietę. Był znawcą chorób serca i cenionym chirurgiem oraz prekursorem badań eksperymentalnych na zwierzętach. Wniósł istotny wkład w poznanie anatomii człowieka: dowiódł istnienia węzłów chłonnych i zjawiska krążenia krwi, dał pierwszy opis anatomii serca, wyróżnił nerwy czuciowe i ruchowe, podkreślał znaczenie mózgu i odnotował jego zwoje. Napisał szereg dzieł, które jednak zaginęły.
Erasistratos jest wymieniany jako nadworny lekarz syryjskiego Seleukosa Nikatora. Według Appiana z Aleksandrii miał on zdiagnozować chorobę królewicza Antiocha I Sotera. Informacja ta jest wątpliwa i w oparciu o świadectwa Euzebiusza z Cezarei oraz Pliniusza Starszego przyjąć należy, iż chodzi o ojca lekarza – Kleombrotosa. Prawdopodobnie jego imię Appian zmienił na imię sławniejszego syna.